# Насрулла
Насрулла́ (1806–1860), повне ім'я Емір Наср Улла Бахадур Хан — п'ятий правитель Бухарського емірату (1827–1860) з узбецької династії мангитів, третій син еміра Хайдара.

## Біографія
Вже з п'ятнадцятирічного віку батько активно залучав Насруллу до керування державою. Весною 1821 року емірзаде Насрулла очолив бухарське військо, направлене еміром для придушення повстання в Міанкалі. Царевич взяв захоплений повсталими узбецькими племенами Каттакурган, після чого жорстоко розправився з бунтівниками. За його наказом від 400 до 700 осіб були обезголовлені. Тіла страчених були скинуті в фортечний рів, а голови на арбах відправлені в Бухару. За надмірну жорстокість Насрулла отримав в народі прізвисько «кассаб» (мясник)
З осені 1821 року царевич Насрулла був призначений хакимом (правителем) Карші. Здійснив ще один військовий похід в Міанкаль, а також з перемінним успіхом вів боротьбу з ворожими Бухарі беками Шахрисабза.
Після смерті еміра Хайдара (1800–1826) на престол був посаджений його старший син Мір Хусейн (1797–1826). Він процарював всього лише два місяці та чотирнадцять днів (жовтень-грудень 1826 року). Перед смертю він залишив престол своєму брату, другому сину Хайдара Мір Умару (грудень 1826 — квітень 1827), який більше займався розвагами, ніж керуванням державою. Проте, при підтримці впливового прем'єр-міністра держави кушбегі Хакима, Насрулла захопив владу і в квітні 1827 року зайняв престол.
Насрулла намагався розширити кордони Бухарського ханства. Восени 1841 року емір Насрулла почав похід на Кокандське ханство, захопив Ура-Тюбе і Ходжент. Згідно договору, заключеному з кокандським ханом Мухамад Аліханом до Бухарського ханства відійшли Ура-Тюбе, Заамін, Йом, а Ходжент повинен був платити данину Насруллі.
1850 рокуне зміг завадити захопленню афганцями Балхського і Хульмського ханств, що були васалами Бухари. У 1856 році після 32-го походу Насрулла підкорив собі Шахрисабз. Вступив  у протистояння з афганським еміром Дост Мухаммедом за Кундузьке ханство, але зазнав невдачі. У 1859 році уклав з Дост Мухаммедом угоду, за я кою кордоном між обома державами визнавалася переважно річка Амудар'я. При цьому Акчинське ханство перебував у своєрідному кондомінімумі, а від Мейменського ханства Насрулла  фактично відмовився, хоча його ще не було підкорено Дост Мухаммедом.  
У 1860 році Насрулла виступив на Балх, маючи на меті повернути його під свою владу. Перейшов зі своїми військами Амудар'ю біля Керкинського бекства, але потім несподівано рушив назад, повернувшись до Бухари. Тут помер 5 жовтня того ж року. За однією із версій він був отруєний власною дружиною, яка була дочкою правителя Шахрисабза. Йому  спадкував син Музаффар.